# جان فورستر فیتزجرالد
جان فورستر فیتزجرالد (انگلیسی: John Forster FitzGerald; ۱۷۸۵ – مارس ۱۸۷۷) نظامی اهل ایرلند بود که به عنوان افسر در ارتش بریتانیا خدمت می‌کرد. او در جنگ شبه جزیره جنگید و در نبرد باداخوس، نبرد سالامانکا و نبرد ویتوریا شرکت کرد و قبل از اسارت توسط ارتش فرانسه، فرماندهی یک تیپ را در نبرد پیرنه بر عهده داشت. او فرمانده کبک شد و سپس به فرماندهی مونترال، کبک، منصوب شد. او فرماندهی هنگ بیستم پیاده نظام در بمبئی را بر عهده داشت و سپس فرماندهی یک لشکر در ارتش مدرس به او واگذار شد، اما اندکی پس از آن به بمبئی منتقل شد و در آنجا فرماندهی یک لشکر از ارتش بمبئی را بر عهده گرفت. او بعداً عضو حزب ویگ در پارلمان شد.